# Valuasstraat
De Valuasstraat is een 19e-eeuwse straat in Q4, een wijk in de binnenstad van de Nederlandse plaats Venlo.

## Locatie
De straat loopt in noordelijke richting van het Nolensplein tot aan de Noord-Buitensingel. De straat loopt parallel met de westelijk gelegen Ginkelstraat.

## Geschiedenis
Rond 1870 werden Vestingwerken van Venlo gesloopt, en kreeg Frederik Willem van Gendt de opdracht om voor de noordzijde van de binnenstad een plan van uitleg te ontwerpen. Daarbij moest de vrijgekomen grond zo voordelig mogelijk worden besteed om een zo hoog mogelijke opbrengst van de gronden te realiseren. Dit resulteerde onder andere in deze Valuasstraat, die ligt op het terrein van het voormalige Fort Ginkel.

### Legende
De Valuasstraat is vernoemd naar Valuas, een hoofdman der Bructeren. Deze zou volgens de Venlose legende de overlevenden van de oorlog met de Chamaven naar een veilige plek ten zuiden van het Teutoburgerwoud hebben geleid. Uiteindelijk kwamen de Bructeren aan bij een plek aan de Maas, tussen een Romeinse legerplaats Blariacum op de westoever en een Romeinse nederzetting verder oostwaarts, met de naam Sablones. Deze plek noemde Valuas Venloë, naar de landschappelijke eigenschappen van het gebied (hoogte in het moeras).